# Karmelitenkloster Querfurt

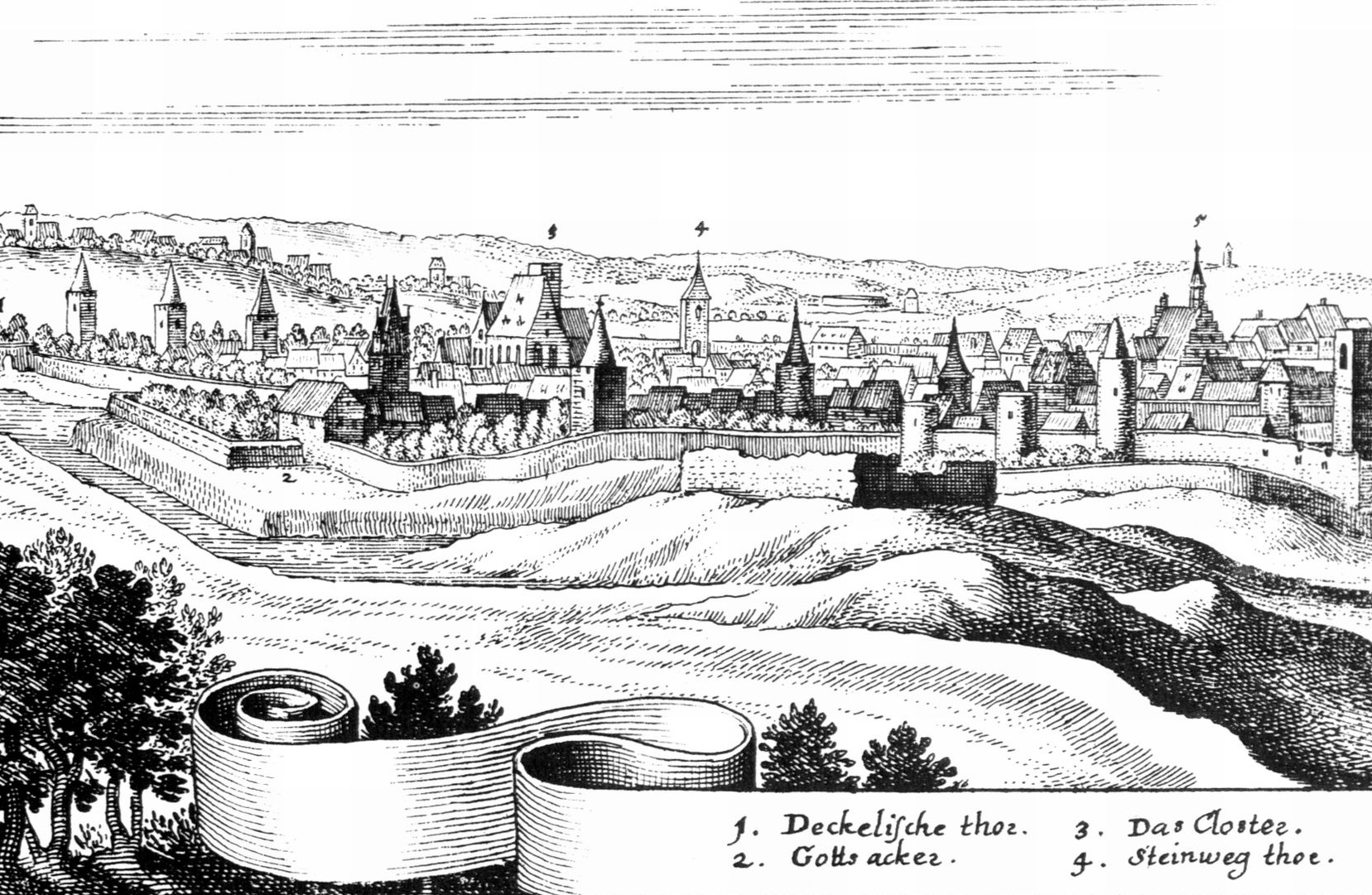
Matthäus Merian: Ansicht von Querfurt (1650), Ausschnitt: Nordteil mit dem „Closter“ (Ziffer 3)

Das Karmelitenkloster (auch Karmeliterkloster, Karmel) war ein Kloster des Ordens der Karmeliten in Querfurt im heutigen Sachsen-Anhalt vom 14. bis zum 16. Jahrhundert.

## Lage
Das Kloster befand sich in der ehemaligen Siedlung Neuendorf außerhalb der inneren Stadtmauer und innerhalb der äußeren Stadtmauer zwischen dem Döcklitzer und dem Steinweger Tor. Heute befindet sich dort die Philipp-Müller-Schule.

## Geschichte
1358 erwarb das Benediktinerkloster Marienzell einen Hof an dieser Stelle, kurz nachdem die äußere Stadtmauer fertiggestellt worden war. Dieser wurde zunächst als Klause des Klosters genutzt.
Wann hier ein Karmelitenkloster eingerichtet wurde, ist unbekannt, 1401 wurde es erstmals als bestehend genannt. Das Kloster unterhielt ein Hospital am Flussufer.
In den 1550er Jahren wurde es wahrscheinlich aufgelöst, 1561 war es bei einer Kirchenvisitation nicht mehr existent.

## Weitere Nutzung
1619 und 1678 brannten die Gebäude nieder, wurden aber bis 1754 als Wohnraum genutzt. Danach wurden sie vollständig abgetragen. 1889 wurde an dieser Stelle eine Volksschule eröffnet, die bis heute genutzt wird.